# 合唱コンクール
合唱コンクール（がっしょうコンクール、英:Chorus contest）は、学校や企業、音楽協会などによって行われるイベントの1つで、いくつかの合唱団がそれぞれ歌を演奏することによって優劣を競うもの。

## 概要
さまざまな目的で合唱コンクールが行われるが、原則として参加団体がアマチュアのみであるため、楽器奏者や声楽家、作曲家のそれに見られるような、「プロとして活躍するための登竜門的存在」ではないという点は共通している。
世界各地にこの種のコンクールが存在し、さまざまな国から合唱団を集める国際的な大会も少なくない。ヨーロッパにおいては19世紀にはすでに一般的に行われていた。19世紀初めからドイツ、フランス、スイスなどを中心に合唱運動が巻き起こり、市民の間に合唱が普及していくのだが、その一環として合唱コンクールが取り入れられたのである。
日本で合唱コンクールが行われるようになったのは昭和に入ってからである。作曲家で音楽教育者の小松耕輔が欧米で合唱運動および合唱コンクールの現状に接し、日本に持ち込もうと尽力した結果、1927年に国民音楽協会が設立され、この協会が主催する「第1回合唱競演大音楽祭」が行われた。当初より、コンクールという場で音楽の優劣を決めることへの批判がなされているが、参加団体および聴衆の増加というかたちで、日本国民に合唱を普及させるという目的も果たされており、このコンクールは戦争によって中断されるまで続けられる。1932年には子供のみを対象にした「児童唱歌コンクール」が開催され、幾度かの改名を経て「NHK全国学校音楽コンクール」という名前で今日も続けられている。

## 学校行事としての合唱コンクール
学校によって、やり方や、合唱のレベルの高さなどは大きく変わってくるが、一般的には、各クラスの中で指揮者や伴奏者などを決めるなどして、課題曲と自由曲を歌い歌唱力を競う。
練習時間は、音楽の授業はもちろん、昼休みや放課後などに実施するということも少なくない。
練習は、主にカセットテープやCDのほか実際にピアノ伴奏を使って行われるが、学校ごとに設置されるピアノの台数に限りがあるため、同時間帯に練習を行うクラスが複数に及んで使用できなかった場合、代わりにキーボードを使用して練習することもある。
NHK主催の「クラス合唱選手権」なども行われている。

## 地域の行事として
市や郡などを単位としてその地域の小学校や中学校の生徒を集めた合唱コンクールもある。後述のコンクールの予選ではなく、独立した大会で、どちらかといえば競争でなく交流を目的とするものである。クラス単位で参加する例、学年単位で参加する例、合唱部が集まる例など様々な場合がある。

## 合唱コンクールの一覧

### 日本の主な合唱コンクール
以下は全国規模で催されているものである。
- NHK全国学校音楽コンクール
日本放送協会が毎年主催。小学校・中学校・高等学校の部門に分かれている。
- 全日本合唱コンクール
朝日新聞社と全日本合唱連盟が共同で毎年主催。中学校・高等学校・大学・職場・一般の5部門に分かれている。
- こども音楽コンクール
TBSラジオ主催。合唱以外にも楽器合奏のコンテストもある。
- 宝塚国際室内合唱コンクール
宝塚市主催。一般合唱団の参加が主だが、高等学校合唱団の参加も時折見られる。
- 全国「花嫁人形」合唱コンクール
新潟県新発田市によって1998年から毎年開催されている。課題曲は同市出身の蕗谷虹児が作詞した「花嫁人形」（杉山長谷夫作曲）。

### 日本以外の主な合唱コンクール
- グイド・ダレッツォ国際ポリフォニーコンテスト（イタリア語版）
イタリアのアレッツォで1952年から開催。ご当地ゆかりの作曲家グイド・ダレッツォの名前が冠されている。
- バルトーク・ベラ国際合唱コンクール(Bartók Béla Nemzetközi Kórusverseny)
ハンガリーのデブレツェンで1961年に創設。ハンガリーの作曲家バルトーク・ベラの名前が冠されている。
- ゲオルギ・ディミトロフ博士記念国際合唱コンクール (Международният хоров конкурс “Проф. Г. Димитров”)
ブルガリアのヴァルナで1975年から開催。ゲオルギ・ディミトロフは同国の合唱教育に貢献を果たした作曲家で、同姓同名の元首相のことではない。
- トロサ国際合唱コンクール (Tolosako Abesbatza Lehiaketa)
スペインのトロサで1969年から開催。バスク語の課題曲を歌うカテゴリーもある。
- ガルス・マリボル国際合唱コンクール(Mednarodno zborovsko tekmovanje Gallus – Maribor)
スロヴェニアのマリボルで1992年から国際コンクール開始。隔年開催。スロヴェニアの作曲家ヤコブス・ガルスの名前が冠されている。ヨーロッパグランプリには、後述のセギッツィ国際合唱コンクールと入れ替わる形で2008年から加入。
- バルト海国際合唱コンクール (Starptautiskais Baltijas jūras koru konkurss)
ラトヴィアのユールマラで2016年から開催。ヨーロッパグランプリには、フロリレージュ国際合唱コンクールと入れ替わる形で2024年から加入。
- ヨーロッパ合唱グランプリ（英語版）
1989年から開催。上の6つの合唱コンクールのチャンピオンで競われる（このことから上記の6つを世界六大合唱コンクールとも呼ぶ）。開催地は持ち回り。
- セギッツィ国際合唱コンクール (Concorso Internazionale di Canto Corale "C. A. Seghizzi")
イタリアのゴリツィアで開催。合唱コンクールの他に声楽コンクール、合唱曲作曲コンクール、合唱指揮コンクールが開かれている。
- フロリレージュ国際合唱コンクール (Concours international de chant choral "Florilège vocal") 
1962年から2023年までフランスのトゥール_(アンドル＝エ＝ロワール県)で毎年開かれていた。資金難で活動を休止。
- タリン国際合唱祭 (International Choir Festival Tallinn) 
エストニアのタリンで毎年開催され、Tallinnの右に開催年がつく（第11回は Tallinn 2009）。参加団体は、各々の帰属する国の合唱作品から1960年以降に作曲されたものを演奏することが求められる。